# 2002年全仏オープン
2002年 全仏オープン（2002ねんぜんふつオープン、Internationaux de France de Roland-Garros 2002）は、フランス・パリにある「スタッド・ローラン・ギャロス」にて、2002年5月27日から6月9日にかけて開催された。

## シニア

### 男子シングルス
アルベルト・コスタ def.  フアン・カルロス・フェレーロ, 6–1, 6–0, 4–6, 6–3
- コスタは初優勝であり、唯一の4大大会優勝である。

### 女子シングルス
セリーナ・ウィリアムズ def.  ビーナス・ウィリアムズ, 7–5, 6–3
- セリーナは初優勝である。

### 男子ダブルス
ポール・ハーフース /  エフゲニー・カフェルニコフ def.  ダニエル・ネスター /  マーク・ノールズ, 7–5, 6–4

### 女子ダブルス
ビルヒニア・ルアノ・パスクアル /  パオラ・スアレス def.  リサ・レイモンド /  レネ・スタブス, 6–4, 6–2

### 混合ダブルス
カーラ・ブラック /  ウェイン・ブラック def.  エレーナ・ボビナ /  マーク・ノールズ, 6–3, 6–3

## ジュニア

### 男子シングルス
リシャール・ガスケ def.  ロラン・レクーデル, 6–0, 6–1

### 女子シングルス
アンジェリク・ウィジャヤ def.  アシュリー・ハークルロード, 3–6, 6–1, 6–4

### 男子ダブルス
Markus Bayer /  フィリップ・ペッシュナー def.  ライアン・ヘンリー /  トッド・リード, 7–5, 6–4

### 女子ダブルス
アンナ＝レナ・グローネフェルド /  バルボラ・ストリコバ def.  謝淑薇 /  スベトラーナ・クズネツォワ, 7–5, 7–5